# NGC 2709
NGC 2709 est une petite galaxie lenticulaire située dans la constellation de l'Hydre. NGC 2709 a été découverte par l'ingénieur irlandais Bindon Stoney en 1852.

## Caractéristiques
Sa vitesse par rapport au fond diffus cosmologique est de 2 232 ± 42 km/s, ce qui correspond à une distance de Hubble de 32,9 ± 2,4 Mpc (∼107 millions d'al).